# Cresera
Cresera is een geslacht van vlinders van de familie spinneruilen (Erebidae), uit de onderfamilie Arctiinae.

## Soorten
- C. affinis Rothschild, 1909
- C. annulata Schaus, 1894
- C. espiritosantensis Rego Barros, 1958
- C. hieroglyphica Schaus, 1905
- C. ilioides Schaus, 1905
- C. ilus Cramer, 1776
- C. intensa Rothschild, 1909
- C. intermedia Rothschild, 1922
- C. ockendeni Rothschild, 1909
- C. optimus Butler, 1877
- C. silvestrii Travassos, 1955
- C. similis Rothschild, 1909
- C. simillima Rothschild, 1933
- C. tinguaensis Rego Barros, 1957